# Octavie Modert

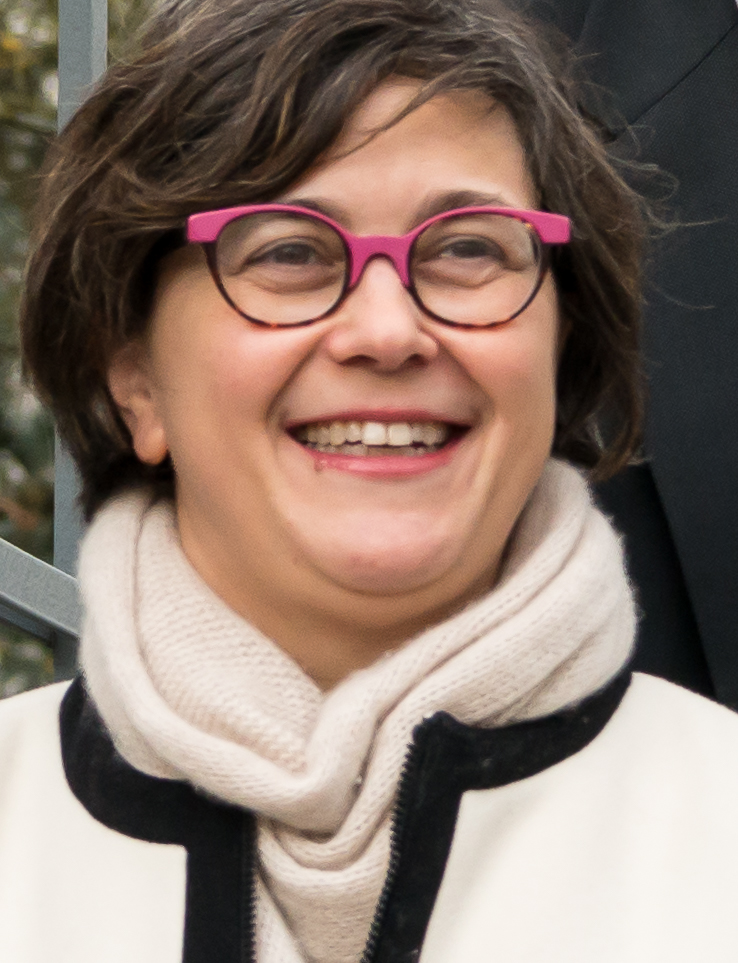
Octavie Modert (2016)

Octavie Modert (* 15. November 1966 in Grevenmacher) ist eine luxemburgische Politikerin der Chrëschtlech Sozial Vollekspartei (CSV).

## Leben
Nach dem Besuch des Lycée classique d’Echternach studierte Modert an der Universität Straßburg Rechtswissenschaften und erwarb 1991 einen Master of Arts in European Studies an der University of Reading. Kurz arbeitete sie anschließend für die Parlamentsfraktion der CSV im luxemburgischen Parlament, bevor sie 1992 an das Staatsministerium wechselte. 1998 wurde sie zur Generalsekretärin des Regierungsrats ernannt und wurde Kabinettschefin von Premierminister Jean-Claude Juncker. 2004 wurde sie in das Parlament Luxemburgs gewählt, verzichtete aber auf ihr Mandat und wurde bis 2009 Staatssekretärin für Landwirtschaft, Weinbau und ländliche Entwicklung, Staatssekretärin für Kultur, Hochschulen und Forschung und für die Beziehungen der Regierung zum Parlament in der Regierung Juncker-Asselborn I. In der Regierung Juncker-Asselborn II war sie bis 2013 Ministerin für Kultur, Ministerin für die Beziehungen zum Parlament, Ministerin für die administrative Vereinfachung und (delegierte) Ministerin für den öffentlichen Dienst und administrative Reform. Das Amt als Ministerin für die Beziehungen zum Parlament gab sie am 30. April 2013 auf, um Justizministerin zu werden. Nach den vorgezogenen Neuwahlen im Oktober 2013 war die CSV nicht mehr an der Regierungsbildung beteiligt. Modert wurde jedoch in die Abgeordnetenkammer gewählt, in der sie Vizepräsidentin der Kulturkommission und Mitglied in weiteren Ausschüssen ist.
Modert war außerdem stellvertretende Vorsitzende der CSV.